# 모싱
모싱(영어: moshing) 또는 슬램 댄싱(영어: slam dancing), 혹은 단순히 슬래밍(영어: slamming)은 참가자들이 서로를 밀치거나 부딪히는 극단적인 형태의 춤이다. 모시 피트(mosh pit, 또는 단순히 피트; pit)라고 불리는 공간에서 이루어지며, 일반적으로 펑크 록이나 헤비 메탈과 같은 공격적인 스타일의 라이브 음악에 맞춰 추는 춤이다.
이 춤 스타일은 1978년경 캘리포니아 남부의 하드코어 펑크 씬, 특히 헌팅턴비치와 롱비치 지역에서 시작되었다. 1980년대를 거치면서 워싱턴 D.C., 보스턴, 뉴욕의 하드코어 씬으로 퍼져나가 지역별 변형이 발생했다. 뉴욕에서는 도시의 하드코어 씬과 메탈 씬이 교차하면서 1985년경부터 모싱이 메탈에 편입되기 시작했다. 1990년대에는 그런지 음악의 성공으로 모싱이 대중의 이해 속으로 들어오게 되었고, 곧 일렉트로닉 댄스 음악과 힙합 같은 장르에도 도입되었다.
폭력성으로 인해 모싱은 논란의 대상이 되어왔으며, 다수의 공연장에서 이를 금지했고, 일부 뮤지션들은 이를 조장한 혐의로, 관객들은 참여한 혐의로 체포되기도 했다.

## 어원
"모시"(mosh)라는 단어는 "매시"(mash)에서 유래했다. 워싱턴 D.C. 하드코어 밴드 배드 브레인스의 보컬리스트 H.R.이 1979년이나 1980년경 자신들의 곡 "Banned in D.C."를 공연하는 도중 "매시 잇 - 매시 다운 바빌론!"(mash it - mash down Babylon!)이라고 외쳤다. 가짜 자메이카 억양 때문에 일부 관객들은 이를 "모시 잇 - 모시 다운 바빌론"(mosh it - mosh down Babylon)으로 들었다. 1983년경부터 메탈헤드들은 하드코어 곡의 느린 부분을 "모시 파트"라고 부르기 시작했고, 하드코어 뮤지션들은 이를 "스캥크 파트"라고 불렀다. 스톰트루퍼스 오브 데스가 1985년 "Milano Mosh"라는 트랙이 포함된 데뷔 앨범 《Speak English or Die》를 발매하면서, 이 용어는 춤 스타일을 지칭하는 데 사용되기 시작했다. 이후 1987년 앤스랙스의 곡 "Caught in a Mosh"를 통해 이 용어가 더욱 대중화되었다.

## 역사

### 기원과 초기 발전(1970년대~1980년대)

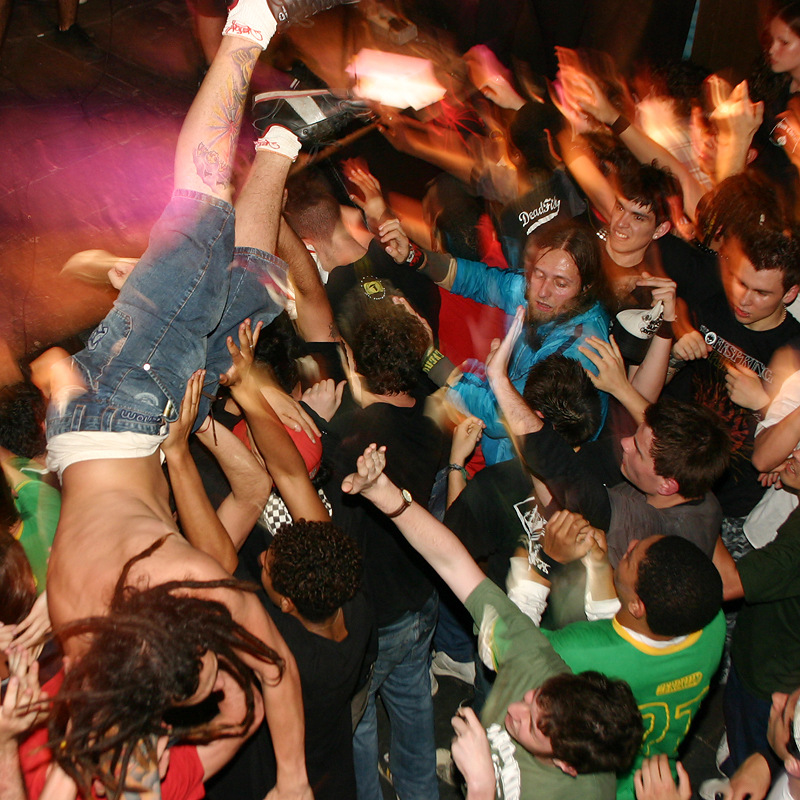
모시 피트 위에서 이루어지는 크라우드 서핑

모싱의 직접적인 선구자는 포고였다. 포고는 1970년대 영국 펑크 록 씬에서 군중들이 팔을 몸 옆에 붙인 채로 위아래로 뛰어오르던 춤 스타일이었다. 《더 필스 앤드 더 퓨리》에 따르면, 이 춤은 1976년 섹스 피스톨즈의 베이시스트 시드 비셔스가 고안했다.
1970년대 후반과 1980년대 초반, 피어와 블랙 플래그 같은 초기 하드코어 펑크 그룹들과 함께 남부 캘리포니아에서 두드러진 펑크 록 씬이 형성되기 시작하면서, 오늘날 우리가 알고 있는 모싱이 발전하기 시작했는데, 당시에는 "슬램 댄싱"이라고 불렸다. 이 시기의 슬램 댄싱 참가자들은 밀치기와 달리기를 통해 주변 사람들과의 신체 접촉을 더하는 방식으로 포고를 변형했고, "피트"라고 불리는 인정된 공간에서 춤을 추는 개념을 도입했다. 스티븐 블러시의 저서 《아메리칸 하드코어: 어 트라이벌 히스토리》(American Hardcore: A Tribal History, 2001년)에 따르면, 이 씬에 관여했던 사람들 사이에서는 1978년 전직 미 해병대원 마이크 마린이 이 춤을 발명했다는 믿음이 널리 퍼져 있다. "원을 그리며 걸어 다니면서 팔을 휘두르고 손이 닿는 모든 사람을 치는" 그의 독특한 스타일은 이후 "헌팅턴 비치 스트럿"이라고 불리게 되었다. 《오렌지 카운티 레지스터》의 기자 톰 버그는 코스타 메사의 공연장 쿠쿠스 네스트(1976년~1981년)를 "슬램 댄싱의 탄생지"로 평가했다. 이러한 초기 모싱의 모습은 《어나더 스테이트 오브 마인드》, 《어번 스트러글》, 《더 디클라인 오브 웨스턴 시빌라이제이션》, 《아메리칸 하드코어》 등의 다큐멘터리에서 확인할 수 있다. 피어가 1981년 《새터데이 나이트 라이브》에서 선보인 음악 공연 또한 모싱을 훨씬 더 넓은 관객층에게 알리는 데 도움을 주었다.
1981년까지, 헌팅턴비치와 롱비치가 씬의 중심지가 되면서 슬램 댄싱은 남부 캘리포니아 씬에서 군중 상호작용의 지배적인 스타일이 되었다. 워싱턴 D.C. 밴드 틴 아이들스는 1980년 8월 캘리포니아 투어에서 처음으로 슬램 댄싱을 접했다. 고향으로 돌아온 후, 그들은 이 관행을 워싱턴 D.C. 하드코어 씬에 소개했다. 워싱턴 D.C. 씬은 슬램 댄싱에 더욱 혼돈스러운 접근을 보였고 스테이지 다이빙이 증가한 반면, 보스턴 하드코어 씬에서는 슬램 댄싱이 폭력적으로 변하고 목 아래를 주먹으로 치는 것이 포함되어 "보스턴 스래시" 또는 "펀칭 펭귄"이라고 불리는 스타일로 발전했다. 보스턴 씬의 또 다른 발전은 "피그 파일"이었는데, 한 사람이 바닥으로 밀쳐지면 다른 사람들이 그 위에 포개지기 시작하는 것이었다. D.O.A. 공연 중에 SSD의 기타리스트 알 바릴이 시작했다. 1980년대 중반의 뉴욕 하드코어 씬은 이러한 초기 슬램 댄싱을 더욱 폭력적인 스타일로 변형했다. 이들의 구분에 따르면, 참가자들은 자신의 위치에 머물거나 다른 이들과 충돌하면서 캘리포니아 슬램 댄싱의 팔다리 휘두르기를 더욱 과장된 형태로 실행했다.
헤비 메탈 팬들이 뉴욕 하드코어 공연에 참석하기 시작하면서, 그들은 뉴욕 하드코어의 슬램 댄싱 스타일을 바탕으로 자신들만의 춤 스타일을 발전시켰다. 특히 스콧 이언과 빌리 밀라노로 대표되는 이 그룹이 "모싱"이라는 단어를 대중화했다. 이안과 밀라노의 밴드 스톰트루퍼스 오브 데스는 1985년 "Milano Mosh"라는 트랙이 포함된 데뷔 앨범 《Speak English or Die》를 발매했다. 이로 인해 이 용어가 춤 스타일을 지칭하는 데 사용되기 시작했다. 같은 해, 모싱은 헤비메탈 밴드들의 라이브 공연에 편입되기 시작했는데, 초기 사례 중 하나가 1985년 리츠에서 있었던 앤스랙스의 공연이었다.

### 메인스트림 진출 (1990년대~현재)

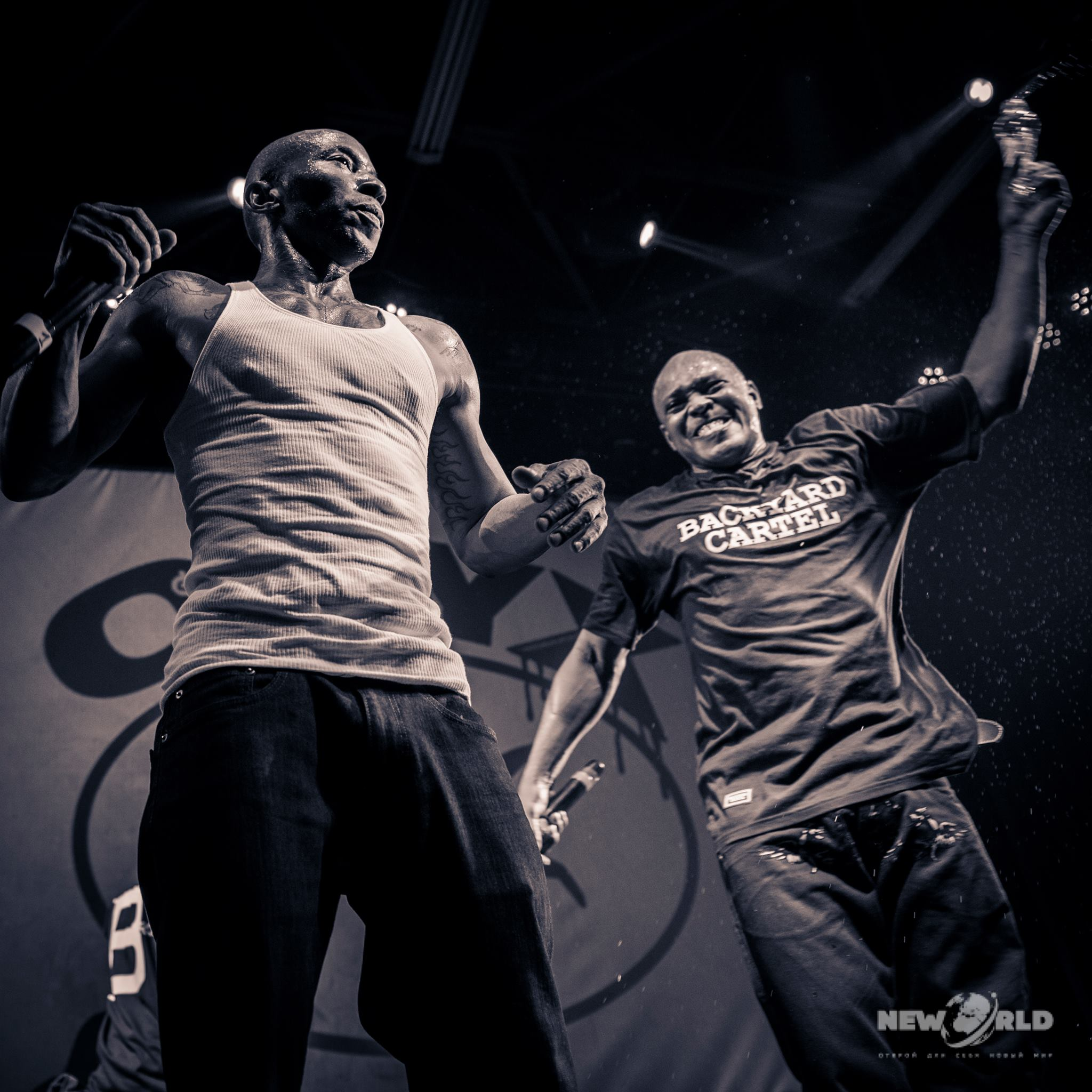
오닉스는 1993년 싱글 "Slam"으로 힙합에서 모싱을 대중화하는 데 기여했다.

1990년대 초 그런지의 부상과 함께 모싱은 대중의 의식 속으로 들어왔다. 록 음악의 지배적인 힘이 된 그런지는 하드코어, 펑크, 스카와 같은 장르의 요소들을 가져왔고, 이에 따라 대중문화는 모시 피트를 인식하게 되었다. 이것은 1991년 순회 페스티벌로 시작된 롤라팔루자의 성공으로 더욱 가속화되었다. 올리버 킨스는 자신의 저서 《페스티벌스: 어 뮤직 러버스 가이드 투 더 페스티벌스 유 니드 투 노》에서 "롤라팔루자의 가장 큰 영향은 중부 아메리카에 스테이지 다이빙과 모싱의 즐거움을 소개한 것이었다... 롤라팔루자의 유산은 모시 피트가 록과 메탈을 넘어 청년 문화의 필수적인 부분이 된 방식에서 볼 수 있다"고 설명했다. 1992년까지 이 관행은 너무나 일반화되어 관객들은 크랜베리스 같은 비공격적인 록 밴드의 공연에서도 모싱을 하기 시작했다.
모싱은 비스티 보이즈의 라이브 공연을 통해 서서히 힙합에 진입했는데, 이 그룹은 유명해진 힙합 스타일을 채택하기 전에는 하드코어 펑크 밴드로 시작했다. 1980년대 후반 퍼블릭 에너미와 아이스-티의 유럽 투어 동안, 이 아티스트들은 자신들의 공연에서 모싱을 목격했는데, 당시에는 힙합 공연에서 흔치 않은 일이었다. 1991년 스래시 메탈 밴드 안스랙스와 힙합 그룹 퍼블릭 에너미의 협업곡 《Bring the Noise》는 여러 혼합 장르 투어로 이어졌고, 이를 통해 메탈의 모싱이 힙합 팬들의 주목을 받게 되었다. 모싱은 1993년 오닉스의 싱글 "Slam"을 통해 힙합의 한 부분으로 굳어졌는데, 이 노래는 슬램 댄싱을 암시했으며 뮤직비디오에서 모싱이 등장했다. 이 비디오가 공개된 후, 버스타 라임스, M.O.P., 우 탱 클랜을 포함한 힙합 아티스트들의 공연에서 피트가 점점 더 일반화되었다.
모싱은 적어도 1996년 프로디지의 엔드페스트 공연 이후로 일렉트로닉 댄스 음악 공연에서도 존재해왔다. 1999년까지 모싱은 테크노 공연, 특히 하드코어 테크노 공연에서 흔한 일이 되었다. 뉴욕의 H-봄, 밀워키의 애프터눈 딜라이트, 로스앤젤레스의 트와일라이트와 같은 1990년대 후반의 파티에서, 참석자들은 그 시대 초반 인텔리전트 댄스 음악과 같은 전자 음악 장르를 지배했던 지성주의와 PLUR 신조를 뒤집고, 하드코어 펑크, 메탈, 고스 공연에서 볼 수 있는 것과 유사한 군중 참여 행위를 도입했다. 2010년대에는 스크릴렉스의 성공과 "록스타로서의 DJ" 태도가 모싱을 주류 댄스 음악으로 가져왔다.
2010년대에는 당시 일부 평론가들이 펑크의 그것과 비교했던 "무정부적 에너지"를 사용한 수많은 힙합 아티스트들이 등장했다. A$AP 몹, 오드 퓨처, 대니 브라운으로 대표되는 이 아티스트들은 주류 힙합에서 모싱을 부활시켰고, 피트가 이 장르의 공연에서 필수적인 요소가 되는 데 기여했다. 이 시기에 트래비스 스콧의 공연은 특히 주목할 만했는데, 그가 "레이징"(raging)이라고 부른 모싱과 크라우드 서핑의 폭력적인 결합으로 유명했다. 스콧은 이러한 행동을 조장한 혐의로 2015년과 2017년에 폭동 선동으로 체포되었으며, 후자의 사건으로 한 관객이 부분적으로 마비되었다. 하지만 그의 공연에서 가장 악명 높은 사례는 25명이 입원하고 10명이 사망한 2021년 아스트로월드 페스티벌의 군중 압사 사고였다.

## 변형
- 헌팅턴 비치 스트럿(Huntington Beach strut) 또는 간단히 HB 스트럿은 1970년대 후반과 1980년대 캘리포니아 남부 하드코어에서 유행했던 원조 슬램 댄싱 스타일이다. "원을 그리며 걸어 다니면서 팔을 휘두르고 손이 닿는 모든 사람을 치는" 동작을 포함한다.[8]
- 보스턴 스래시(Boston thrash) 또는 펀칭 펭귄(punching penguins)은 헌팅턴 비치 스트럿을 더욱 폭력적으로 발전시킨 보스턴의 스타일로, 목 아래를 주먹으로 치는 동작이 포함된다.[14]
- 피그 파일(pig pile)은 1980년대 보스턴 하드코어 씬에서 유행한 모싱 스타일이다. 한 사람이 바닥으로 밀쳐지면 다른 사람들이 그 위에 포개지기 시작하는 방식이다.[14]
- 레킹(Wrecking)은 사이코빌리 씬에서 널리 행해지는 모싱 스타일이다. 한 자리에 서서 주변 사람들과 접촉하기 위해 팔을 휘두르는 동작을 포함한다. 이 관행은 미티어스의 팬들에 의해 시작되었으며, 밴드의 팬층이 "레킹 크루"로 불린 것에서 이름을 따왔다.[26] 미티어스의 드러머 마크 로버트슨은 특히 레킹이 애덤 앤 디 앤츠가 사이코빌리 씬에 관여하게 되면서 시작되었다고 언급했다.[27]
- 서클 피트(circle pit)는 참가자들이 피트의 가장자리를 따라 원형으로 달리는 모싱의 한 형태로, 중앙에는 종종 빈 공간이 남게 된다.[28]
- 월 오브 데스(wall of death)는 관객이 공연장 중앙을 기준으로 양쪽으로 나뉜 뒤, 각 측이 서로를 향해 달려가 충돌하는 형태의 모싱이다.[28] 노이즈크리프에 따르면, 미국 하드코어 펑크 밴드 식 오브 잇 올이 고안했다는 것이 일반적인 견해다.[29] 하지만 밴드의 보컬리스트 루 콜러는 1980년대 뉴욕 하드코어 씬에서 비슷한 행위를 자주 목격했으며, 자신은 단지 1996년에 이 관행을 부활시켰을 뿐이라고 말했다.[30] 라우드와이어의 수석 작가 그레이엄 하트만은 이를 "아마도 모시 피트에서 경험할 수 있는 가장 나쁜 악마 같고 위험한 의식"이라고 표현했다.[29] 공연장들은 종종 내재된 위험과 책임 문제로 인해 밴드들에게 직접 월 오브 데스를 조직하지 말 것을 요청한다.[31]
- 하드코어 댄싱(hardcore dancing)은 윈드밀링,[32] 투 스테핑, 플로어펀칭, 피킹 업 페니스, 액스핸들링, 버킹, 휠배로잉을[33] 포함한 여러 모싱 스타일을 아우르는 용어다.[34] 이 관행은 1980년대 뉴욕시에서 시작되었다.[33]
  - 투 스텝(two step)은 노래의 중간 템포 구간에서 행해지는 하드코어 댄싱 스타일이다. 다리를 서로 교차시키면서 반대쪽 팔을 아래로 내리치는 제자리 달리기 동작이다. 스캥킹에서 직접적으로 유래했다.[35]
- 크라우드 킬링(crowd killing)은 모셔가 피트 주변의 군중을 향해 모싱하는 것을 말한다. 《케랭!》의 작가 아만다 반 포즈낙에 따르면 일반적으로 좋지 않게 여겨진다.[36]
- 힙합 피트(hip hop pits)는 일반적으로 하드코어의 경우보다 덜 폭력적이며, 대신 "사람들이 일제히 뛰면서 서로를 열정적으로 밀치는 집단"의 형태를 띤다.[20]
- 슬링샷(slingshot)은 한 사람이 관객석에서 몸을 숙이고 다른 사람이 달려와 그 사람의 발을 잡아 군중 속으로 던지는 것을 말하며, 이는 종종 크라우드 서핑으로 이어진다. 던져지는 사람과 주변 사람 모두에게 위험할 수 있는데, 던져진 사람에 의해 부상을 입을 수 있기 때문이다.[28]

## 물리적 특성과 창발적 행동
코넬 대학교 연구진은 온라인 동영상을 분석하여 모시 피트에서 나타나는 군중의 창발적 행동을 연구했으며, 평형 상태의 2차원 기체 모델과 유사성을 발견했다. 컴퓨터 모델로 군중을 시뮬레이션한 결과, 무리 짓기 매개변수가 지배적인 시뮬레이션에서 동영상에서 볼 수 있는 것과 같은 소용돌이를 형성하는 고도로 질서 정연한 행동이 나타났다.

## 반대, 비판과 논란
일부는 모싱을 긍정적인 팬들의 피드백이나 즐거움의 표현으로 보지만, 과도한 폭력성으로 인해 비판을 받기도 했다. 모시 피트의 압박으로 인한 부상과 심지어 사망 사례도 보고되었다.
미국의 포스트 하드코어 밴드 푸가지는 자신들의 라이브 쇼에서 슬램 댄싱에 반대했다. 퓨가지 멤버들은 관객 중 특정인을 지목하여 다른 관객들을 다치게 하는 것을 멈추도록 정중히 요청하거나, 무대로 끌어올려 마이크 앞에서 사과하도록 했다고 전해진다.
1990년대의 인더스트리얼 댄스 그룹 컨솔리데이티드는 모싱에 반대하는 입장을 취했다. 그들의 세 번째 앨범 《Play More Music》에는 슬램 댄싱의 부적절한 특성을 고발하는 "The Men's Movement"라는 곡이 수록되었다. 이 곡은 공연 중 모싱에 대해 논쟁하는 관객들과 컨솔리데이티드 멤버들의 오디오 녹음으로 구성되었다.

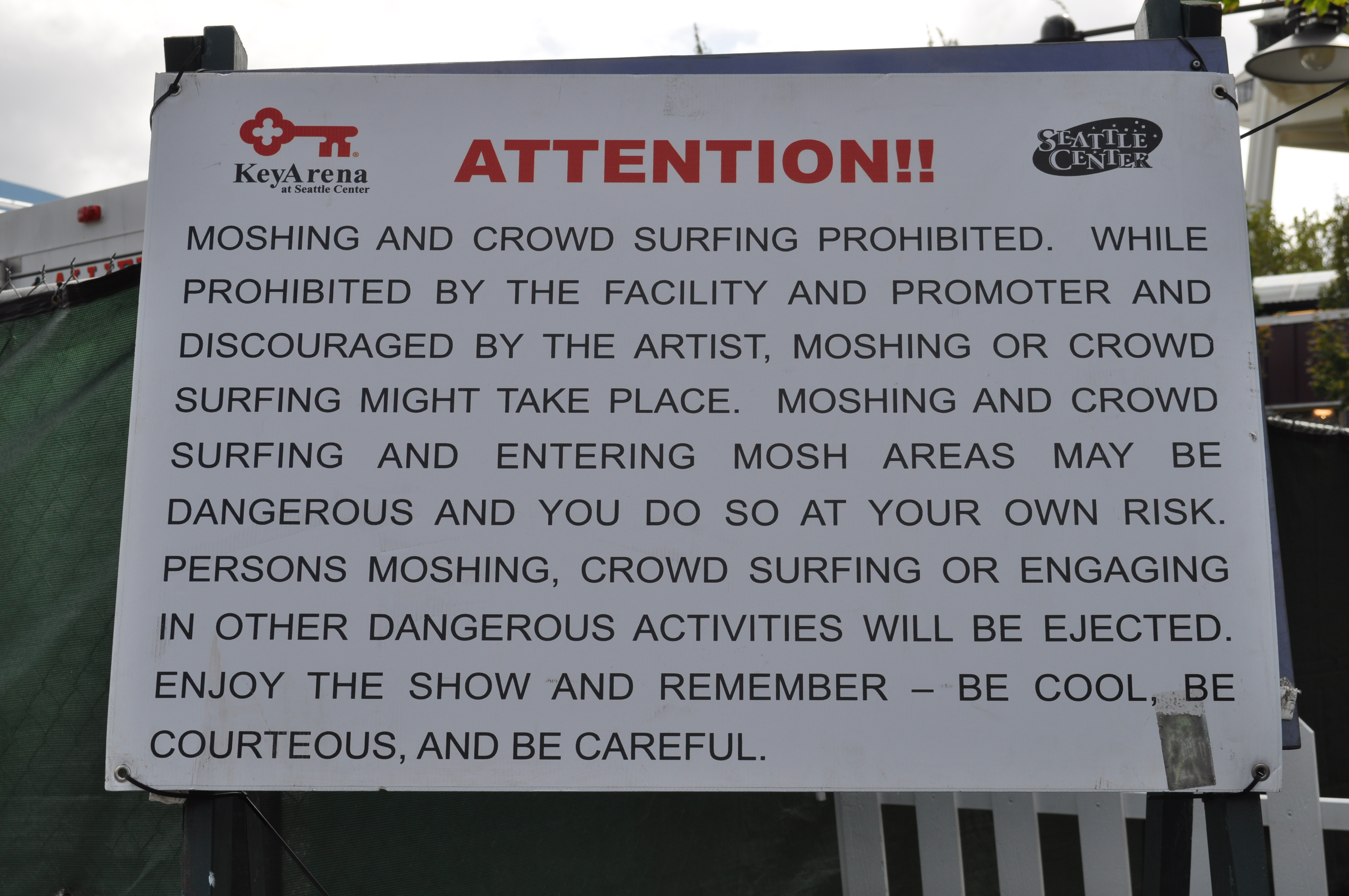
한 콘서트장의 모싱 금지 표지판

1990년대에 스매싱 펌킨스는 두 건의 사망 사고 이후 모싱에 대해 반대 입장을 취했다. 1996년 아일랜드 더블린에서 열린 펌킨스 콘서트에서 17세의 버나데트 오브라이언이 모싱하는 군중에 깔려 나중에 병원에서 사망했는데, 사고는 사람들이 다치고 있다는 밴드의 경고에도 불구하고 발생했다. 다른 콘서트에서 밴드 보컬 빌리 코건은 관객들에게 이렇게 말했다.
젊은 대학생 멍청이들, 한 마디만 하겠습니다. 나는 당신들 같은 사람들이 다른 사람들을 휘두르는 것을 7년 동안 지켜봤습니다. 그리고 아시나요? 똑같은 짓거리예요. 이런 환경에서, 이런 상황에서 이것이 얼마나 부적절하고 주변 사람들에게 불공평한지 이해했으면 좋겠습니다. 나와 우리는 공개적으로 모싱에 반대하는 입장을 취합니다!
2007년 9월 24일 캐나다 브리티시 컬럼비아주 밴쿠버에서 열린 스매싱 펌킨스 콘서트에서 또 다른 팬이 사망했다. 20세의 한 남성이 모시 피트에서 의식을 잃은 채로 끌려 나왔고, 응급 처치 전문가들의 구조 시도에도 불구하고 병원에서 사망 선고를 받았다.

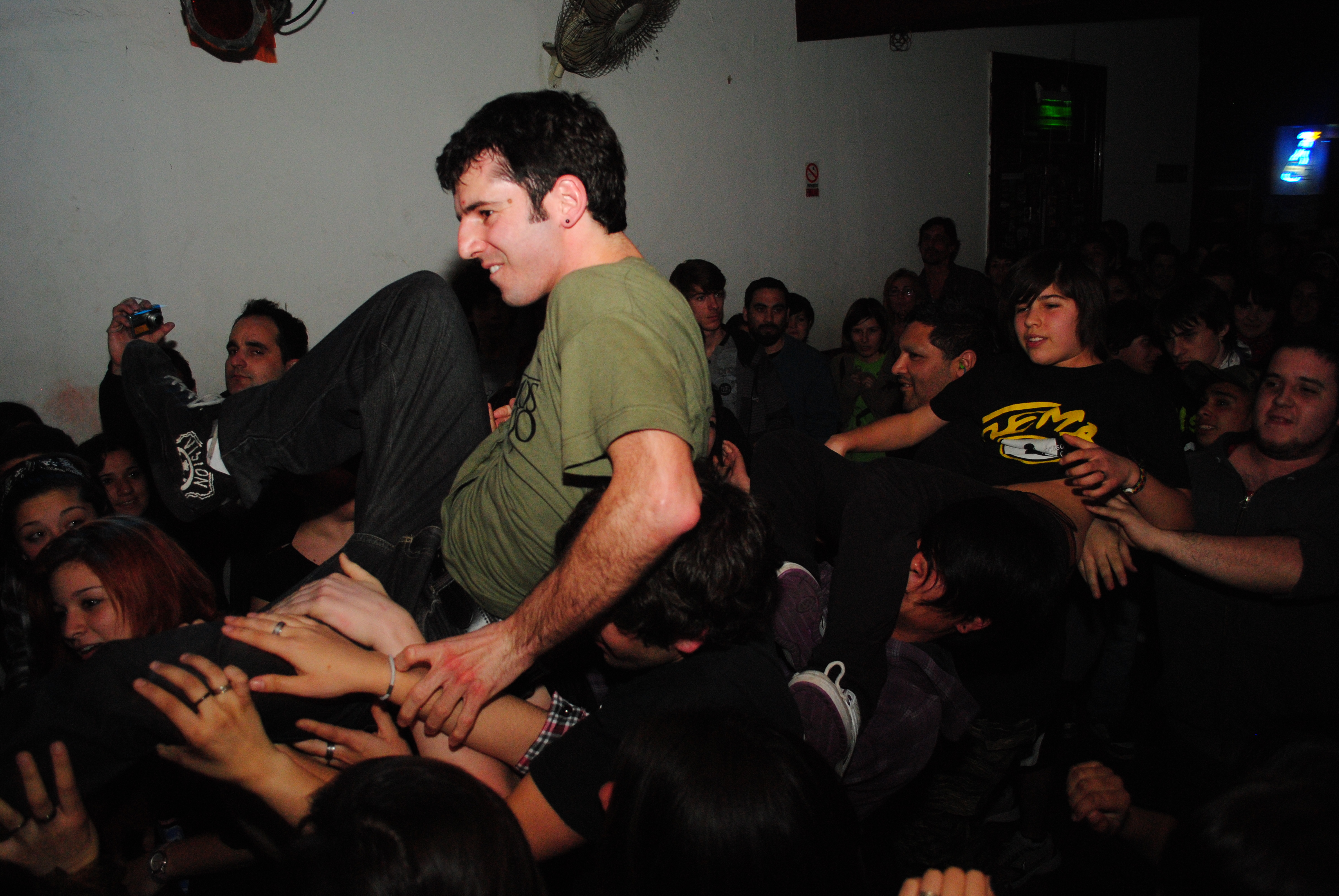
모시 피트 위에서 몇 명이 "크라우드 서핑"을 하고 있는 모셔들의 군중

릴 빅 피시의 1998년 앨범 《Why Do They Rock So Hard?》에는 모싱을 비판하는 곡 "Thank You for Not Moshing"이 수록되었는데, 이 노래의 가사는 모시 피트의 일부 사람들이 단순히 폭력 속에서 동조를 찾는 폭력배일 뿐이라고 시사했다.
드림 시어터의 창립자이자 드러머이며, 더 레브의 사망 이후 잠시 어벤지드 세븐폴드에서 활동했던 마이크 포트노이는 자신의 웹사이트에 게재된 인터뷰에서 모싱을 다음과 같이 비판했다.
우리 관객들이 좀 더 주의 깊어지고 그런 종류의 [모싱] 사고방식이 줄어들었다고 생각합니다... 에너지를 분출하고 싶은 마음은 이해합니다... [하지만] 사람들이 "Through Her Eyes" 같은 곡에서 그렇게 하기 시작하면 말이 안 됩니다... 그래서 이번에는 의식적으로 사람들이 실제로 앉아서 편안하게 공연을 즐길 수 있는 극장을 목표로 하고 있습니다... 다리가 떨어져 나가거나 모시 피트에서 얼굴을 발로 차이는 것을 걱정할 필요 없이... 그러면 [그것이] 아마 그 문제를 해결할 것입니다.
16세의 제시카 미칼릭은 2001년 빅 데이 아웃 페스티벌에서 누 메탈 밴드 림프 비즈킷의 공연 중 모시 피트에 깔려 질식사한 호주 소녀였다. 같은 페스티벌에서 포스트 하드코어 밴드 앳 더 드라이브인은 관객들의 모싱으로 인해 세 곡만 연주하고 공연을 일찍 끝냈다.
미국 헤비메탈 밴드 매노워의 조이 디마이오는 모싱과 크라우드 서핑을 목격하면 다른 팬들에게 위험하다고 주장하며 공연을 일시적으로 중단하는 것으로 알려져 있다.
슬립낫의 전 퍼커셔니스트 크리스 펜은 램 오브 갓의 랜디 블라이스가 연루된 무대 위 사고와 이후의 법적 문제에 대해 이야기했다. 블라이스는 한 관객의 사망에 대해 "도덕적 책임"이 있다고 판단되었음에도 불구하고 결국 형사상 과실이 없다는 판결을 받았다. 펜은 블라이스 상황에 대해 간단히 언급하며 "특히 미국에서 모싱은 일종의 집단 괴롭힘이 되어버렸다고 생각합니다. 덩치 큰 사람이 가운데 서서 근처에 오는 작은 아이들을 무조건 밀어버립니다. 더 이상 제대로 모싱을 하지 않죠. 그게 모싱의 본질이 아니라서 안타깝습니다. 그런 사람들은 쫓겨나야 합니다. 제대로 된 모시 피트는 그룹으로서 춤추고 자신만의 표현을 할 수 있는 훌륭한 방법입니다."라고 말했다.

## 같이 보기
- 헤드뱅잉
- 크라우드 서핑
- 스테이지 다이빙
- 프레이지피트, 오순절 교회 예배에서 발생하는 모시 피트를 일컫는 구어적 명칭
- 오타게, 군중들이 자발적으로 행하는 춤으로, 일반적으로 일본의 아이돌 문화와 관련이 있다.